# Каспичан (город)
Каспичан (болг. Каспичан) — город в Болгарии. Находится в Шуменской области, входит в общину Каспичан. Население составляет 2953 человека (2022).

## Политическая ситуация
Кмет (мэр) общины Каспичан — Валери Радославов Вылков (Болгарская социалистическая партия (БСП)) по результатам выборов в правление общины.